# Friedrich Victor Leberecht Plessing
Friedrich Victor Leberecht Plessing (auch Friedrich Plessing oder Friedrich Victor Lebrecht Plessing; * 20. Dezember 1749 in Belleben; † 8. Februar 1806 in Duisburg) war ein deutscher Philosoph, Religionswissenschaftler und Hochschullehrer.

## Leben
Plessing war Sohn des Pfarrers Johann Friedrich Plessing. Er wuchs in einem pietistisch geprägten Elternhaus auf und erhielt dort seine erste Bildung. Durch den Grafen Christian Ernst zu Stolberg-Wernigerode erhielt er 1762 ein Stipendium für die Klosterschule Ilfeld. Zwar ging er 1763 für ein Jahr an die Schule, allerdings musste er aufgrund seiner schwachen Gesundheit in sein Elternhaus zurückkehren. Da sein Vater mittlerweile Hospitalprediger in Wernigerode gerworden war, besuchte er zunächst ab 1764 die dortige Schule, bevor er 1765 an die Domschule Halberstadt unter Christian Gottfried Struensee kam. In Halberstadt machte er auch Bekanntschaft mit dem Dichter Johann Wilhelm Ludwig Gleim.
Plessing wechselte 1768 an die Universität Göttingen. Es war der Beginn einer langen Studienzeit, die sich aufgrund von melancholischen Phasen und seiner hypochondrischen Prägung bis 1783 ziehen sollte. Zunächst begann er ein Studium der Rechts- und Staatswissenschaften, das er allerdings nach wenigen Monaten abbrach. In dieser Zeit lernte er allerdings das Denken der Aufklärung erstmals besser kennen. Anschließend ging er als Fähnrich zu einem niederländischen Regiment in Nimwegen. Auch dort brach er nach kurzer Zeit ab und begann ein Studium der Theologie. 1769 war er an der Universität Wittenberg, 1774 an der Universität Halle und 1775 an der Universität Leipzig. Durch seine melancholische Prägung und seine Begeisterung für Literatur widmete er sich abermals wenig dem Studium. 
Plessing schrieb nach der Lektüre von Die Leiden des jungen Werthers an Johann Wolfgang von Goethe, um mit ihm Kontakt aufzunehmen. Goethe besuchte Plessing 1777 in Wernigerode inkognito. Er beschrieb später diesen Besuch in seinem Werk Kampagne in Frankreich 1792. Durch diesen Besuch und das Treffen mit Plessing wurde Goethe auch zur Abfassung der Harzreise im Winter angeregt. Plessing besuchte 1778 und 1783 Goethe in Weimar und Goethe Plessing 1792 in Duisburg. Der Briefwechsel der beiden ist heute, bis auf einen Brief von 1792, nicht mehr erhalten.
Plessing nahm das Studium der Philosophie an der Universität Königsberg 1779 auf. In dieser Zeit pflegte er Kontakt zu Johann Georg Hamann und Johann Christian Brandes. Im Vordergrund stand aber das Studium der Philosophie bei Immanuel Kant. Dieses Studium vermochte er abzuschließen. Er verfasste die Dissertation Versuchter Beweis von der Nothwendigkeit des Uebels und der Schmerzen, bey fühlenden und vernünftigen Geschöpfen. Kurz vor Abschluss der Promotion verließ er allerdings Königsberg aufgrund einer Vaterschaftsklage. Kant besorgte ihm jedoch die notwendigen finanziellen Mittel, um einen gerichtlichen Vergleich abzuschließen. Zugleich erwirkte Kant bei der Universität, dass die Promotion auch in Abwesenheit des Promovenden vollzogen werden konnte.
Plessing verbesserte nach seiner Promotion in Wernigerode seine Kenntnisse in den alten Sprachen. Dort widmete er sich auch der schriftstellerischen Arbeit. Zugleich pflegte er in Berlin und Potsdam Kontakte zu diversen Schriftstellern und Philosophen. Für seine weitere Laufbahn war seine freundschaftliche Beziehung zu Christian Konrad Wilhelm Dohm und Karl Franz von Irwing zentral. Nachdem er sich zunächst vergeblich um Anstellungen bemühte, erhielt er schließlich auf Vermittlung von Dohm und Irwing trotz seiner schwachen Gesundheit eine Stelle als ordentlicher Professor der Philosophie an der Universität Duisburg. 1796 und 1805 bekleidete er das Amt des Rektors der Universität. Zu seinen Freunden in dieser Zeit gehörte unter anderem Anton Wilhelm Möller. Allerdings verschlechterte sich sein Gesundheitszustand weiter. Er starb schließlich an einem Schlaganfall.

## Werke (Auswahl)
- Die Wahrheit der Vorsehung, Hartung, Königsberg 1779.
- Versuchter Beweis von der Nothwendigkeit des Uebels und der Schmerzen, bey fühlenden und vernünftigen Geschöpfen, Buchhandlung der Gelehrten, Leipzig 1783.
- Osiris und Sokrates, Lange, Berlin 1784.
- Versuche zur Aufklärung der Philosophie des ältesten Alterthums, Crusius, Leipzig 1788–1790.